# Puto usingeri
Puto usingeri är en insektsart som beskrevs av Mckenzie 1962. Puto usingeri ingår i släktet Puto och familjen ullsköldlöss.
Artens utbredningsområde är Peru. Inga underarter finns listade i Catalogue of Life.